# Regiunea Fergana
Fergana este o regiune  în  statul Uzbekistan. Reședința sa este orașul Fergana.